# George Spencer, 4:e hertig av Marlborough
George Spencer, 4:e hertig av Marlborough, född 26 januari 1739 i London, död 29 januari 1817 
på Blenheim Palace, var son till Charles Spencer, 3:e hertig av Marlborough.
Gift i London 1762 med Lady Caroline Russell (1743–1811), dotter till John Russell, 4:e hertig av Bedford.
George Spencer utnämndes till medlem av Privy Council av Georg III av England 1762. Han var också Lord Privy Seal mellan 1763 och 1765. Hertigen var också medlem av the Royal Society.

## Barn
- Lady Caroline Spencer (1763–1813); gift 1792 med Henry Welbore Agar Ellis, 2:e viscount Clifden (1761–1836)
- George Spencer-Churchill, 5:e hertig av Marlborough, tog efternamnet Spencer-Churchill 1817 (1766–1840); gift 1791 med Lady Susan Stewart (1767–1841)
- Lady Elizabeth Spencer (1767–1812), gift med sin kusin, John Spencer
- Lady Charlotte Spencer (1769–1802), gift med historikern och teologen Edward Nares
- Lord Henry John Spencer (1770–1795)
- Lady Anne Spencer (1773–1865), gift med Cropley Ashley-Cooper, 6:e earl av Shaftesbury
- Lord Francis Almeric Spencer, 1:e baron Churchill av Wichwood (1779–1845), gift med Lady Frances FitzRoy